# Stegastes sanctaehelenae
Stegastes sanctaehelenae är en fiskart som först beskrevs av Sauvage, 1879.  Stegastes sanctaehelenae ingår i släktet Stegastes och familjen Pomacentridae. IUCN kategoriserar arten globalt som sårbar. Inga underarter finns listade i Catalogue of Life.